# World Trigger
World Trigger (ワールドトリガー?, Wārudo Torigā) è un manga shōnen realizzato da Daisuke Ashihara, pubblicato in Giappone sulla rivista Weekly Shōnen Jump dall'8 febbraio 2013 al 26 novembre 2018 per poi proseguire su Jump Square dal 4 dicembre 2018 ed è tuttora in corso, mentre in tankōbon dal 4 luglio 2013 sotto l'etichetta Jump Comics. In Nord America il manga è licenziato da Viz Media che pubblica i capitoli settimanali sulla rivista online Shonen Jump Alpha.
La serie ha ricevuto un adattamento anime, che è andato in onda dal 5 ottobre 2014 al 4 ottobre 2015 su TV Asahi. Ad un evento dedicato alla serie, è stato annunciato un nuovo arco della serie anime, che è andato in onda dal 10 ottobre 2015 fino al 3 aprile 2016, e ha contenuti originali rispetto al manga, il titolo del nuovo arco è World Trigger: Toubousha-hen (ワールドトリガー 逃亡者編? lett. "World Trigger: l'arco dei fuggitivi"). Al Jump Festa 2020 venne annunciata una seconda stagione andata in onda dal 9 gennaio al 3 aprile 2021. Una terza stagione è andata in onda dal 9 ottobre 2021 al 22 gennaio 2022.

## Trama

Mikado City

Un portale di una dimensione sconosciuta si apre improvvisamente a Mikado City e dal quale provengono misteriosi "alieni" chiamati Neighbor, che iniziano a distruggere tutto ciò che l'umanità ha costruito sulla Terra mandandola nel panico. Un gruppo di uomini crea un'agenzia di difesa chiamata Border, incaricata di difendere l'umanità dall'attacco di questi "alieni" creando una nuova tecnologia, il Trigger, basata sulle tecnologie utilizzate dai loro avversari. Dopo 4 anni dall'apertura del primo portale la città riesce a vivere più o meno tranquillamente. Yūma Kuga, un nuovo studente in una delle scuole locali, si ritrova nel mezzo di un'invasione dei Neighbor che scelgono la scuola come bersaglio. Osamu Mikumo, membro del Border e studente della scuola, utilizza il proprio Trigger per combattere i Neighbor senza successo quando inaspettatamente Yūma attiva il proprio Trigger ed abbatte l'invasore nonostante non sia un membro del Border. Dopo lo scontro Yūma rivelerà ad Osamu di non essere un abitante di quella dimensione ma di essere in realtà un Neighbor giunto in Giappone per cercare l'amico di suo padre.

## Ambientazione
Nell'universo di World Trigger sono presenti numerosi pianeti abitati da esseri umani più o meno avanzati tecnologicamente e continuamente in lotta tra loro. Uno di questi pianeti, la Terra è il più pacifico e quello meno avanzato tecnologicamente, finché non viene anch'essa invasa da altri esseri umani, generalmente chiamati Neighbor. Esistono due tipi di Neighbor: gli umanoidi, ovvero esseri uguali agli umani se non per alcuni particolari (come la presenza di corna) ed i Soldati Trion, dei droni costruiti dagli umanoidi per vari scopi, come spiare il pianeta da invadere o raccogliere Trion rapendo persone. Il Trion è una forma di energia presente in ogni essere e che viene prodotto da un organo posto vicino al cuore chiamato "Organo del Trion". La quantità di Trion disponibile varia da individuo ad individuo ed incide direttamente sull'abilità di utilizzare i Trigger: un Trigger utilizzato da una persona con un livello di Trion basso sarà molto più debole di quello di una persona con un livello di Trion più alto. Il Trigger è un chip creato dall'agenzia Border, basato sulle armi utilizzate dai Neighbor, che ha 8 diverse forme a seconda della posizione e del tipo di arma in cui lo si inserisce. Esiste una particolare variante di Trigger, il Black Trigger, che viene creato solo quando una persona viene portata all'estremo fisicamente e psicologicamente. Questo ha una forma e abilità ben definite e non può essere modificato come un normale Trigger, inoltre richiede una certa compatibilità tra l'utilizzatore e l'arma stessa.
Solo i membri dell'agenzia Border possono possedere ed utilizzare i Trigger. I membri dei Border vengono suddivisi in tre classi posti in una forma piramidale: la classe C, la più bassa, è quella formata dai membri più inesperti e deboli e possono attivare i Trigger solo tramite l'autorizzazione della base; la classe B è formata dai membri di medio livello; la classe A è formata da membri d'élite che hanno anche l'autorizzazione di invadere i pianeti dei Neighbor tramite i portali dimensionali. Una classe a parte è costituita dalla classe S, costituita dai soli membri che possiedono un Black Trigger. I membri appartenenti a questa classe vengono considerati come i più forti presenti nell'organizzazione. Se un membro della classe S dovesse perdere il proprio Black Trigger sarebbe automaticamente spostato nella classe A.

## Produzione
Ashihara si è ispirato a Doraemon, il suo anime preferito durante l'infanzia, che aiutava Nobita con oggetti futuristici decidendo di includere nel suo manga la tecnologia del futuro in un contesto contemporaneo. L'autore ha impiegato più di sei mesi per creare il manga: inizialmente l'autore ha creato l'ambientazione ed i personaggi, scambiando questi ultimi tra loro per vedere in quale contesto funzionavano meglio, ed in seguito ha lavorato concentrandosi unicamente sulla storia e sul suo sviluppo lasciando, sul lato artistico, solo lo sviluppo del character design. Nel concept originale Yūma ed Osamu sono diametralmente opposti tra loro, col primo membro dei Border mentre il secondo un normale umano; questo contrasto è rimasto nella stesura finale del manga ma rendendo Osamu un membro dei Border e Yūma un Neighbor. Il progetto iniziale dell'autore prevedeva una storia che si concentrasse inizialmente solo su Yūma ed Osamu, con la scoperta graduale dei misteri e dei personaggi presenti nel mondo di World Trigger ma, a causa della bassa popolarità iniziale, il progetto è stato modificato introducendo in anticipo il personaggio di Yūichi Jin.

## Media

### Manga
Il manga è stato prima pubblicato sotto forma di due capitoli autoconclusivi: il primo, chiamato Trigger Keeper, è diviso in due parti uscite sul numero 8 e sul numero 9 di Shōnen Jump del 2009; il secondo, chiamato Jitsuryokuha Elite Jin, è stato pubblicato sulla stessa rivista nel numero 44 del 2011.
Il manga è stato serializzato a partire dal numero 11 del 2013 di Shōnen Jump uscito il 4 febbraio 2013 e, in contemporanea con l'uscita nipponica, Viz Media ha incluso il manga sulla rivista online Weekly Shonen Jump Alpha traducendola in contemporanea al Giappone. Il primo volume del manga è stato pubblicato il 4 luglio 2013 mentre, nei territori di lingua inglese, Viz Media ha annunciato durante il Sakura-con che il primo volume sarebbe stato pubblicato a partire dal 7 ottobre 2014. All'evento Napoli Comicon, Star Comics ha annunciato il manga, il primo volume è stato pubblicato il 1º ottobre 2015. La traduzione dei testi è curata da Michela Riminucci (volumi 1-12) e Marco Franca (dal volume 13), mentre il lettering è realizzato da Christian Biscaro.

### Anime

Logo della serie

È stata annunciata una serie anime che è andata in onda ad ottobre 2014, l'anime è diretto da Mitsuru Hongo e prodotto da Toei Animation che ha lanciato un sito in occasione del progetto. Il character design è Toshihisa Kaiya mentre Kenji Kawai si occupa delle musiche. Anche l'autore prenderà parte alla creazione dell'anime aiutando nella stesura della sceneggiatura. Tomo Muranaka, Yūki Kaji, Yūichi Nakamura e Nao Tamura doppieranno rispettivamente Yūma Kuga, Osamu Mikumo, Yūichi Jin e Chika Amatori. Oltre alla serie, è stato annunciato anche uno special che andrà in onda durante il Jump Festa 2014. Nella maggior parte del mondo, compresa l'Italia, la serie verrà trasmessa in streaming da Crunchyroll dal 4 ottobre. La prima sigla è stata trasmessa dall'episodio 1 al 23 ed è Girigiri dei Sonar Pocket, per poi cambiare dall'episodio 24 al 47 in Ashita no Hikari degli AAA e dall'episodio 48 in Dream Trigger di Pile. Ad un evento dedicato alla serie, è stato annunciato un nuovo arco della serie anime, che sta andando in onda dall'11 ottobre 2015, e ha contenuti originali rispetto al manga, il titolo del nuovo arco è World Trigger: Toubousha-hen (ワールドトリガー 逃亡者編?, trad. lett. World Trigger: l'arco dei fuggitivi).
Al Jump Festa 2020 fu annunciata una seconda stagione che venne trasmessa dal 9 gennaio al 3 aprile 2021. I diritti internazionali sono stati riconfermati da Crunchyroll che ha pubblicato la serie in simulcast sottotitolato in vari Paesi del mondo, tra cui l'Italia.
Durante il Jump Festa 2021, è stato annunciato che la serie avrebbe ricevuto una terza stagione. Quest'ultima è stata trasmessa dal 9 ottobre 2021 al 22 gennaio 2022.

### Videogiochi
Un videogioco d'azione per PlayStation Vita sviluppato da Artdink e intitolato World Trigger: Borderless Mission (ワールドトリガー ボーダレスミッション?, Wārudo Torigā Bōdaresu Misshon) è stato pubblicato in Giappone il 17 settembre 2015. Un titolo per iOS e Android sviluppato da Ganbarion dal titolo World Trigger: Smash Borders (ワールドトリガー スマッシュボーダーズ?, Wārudo Torigā Sumasshu Bōdāzu) è uscito il 21 luglio 2015. In seguito è stato distribuita anche su PlayStation Vita il 17 febbraio 2016. Entrambi i giochi sono stati pubblicati da Bandai Namco Games.

### Altri media
La serie ha avuto un adattamento vomic, andato in onda il 6 dicembre 2013 durante il Sakiyomi Jum-Bang!.

## Accoglienza
Il manga registra buone vendite, col volume 6 che ha raggiunto 100 000 copie vendute dopo due settimane dall'uscita e il volume 9 che alla sua prima settimana di pubblicazione vende 153 000 copie. Il volume 10, invece, alla sua prima settimana di pubblicazione vende 156 000 copie piazzandosi nella quarta posizione dei manga venduti in quella settimana, e la settimana successiva raggiunge le 206 000 copie.
Shōnen Jump ha promosso un concorso dove il partecipante deve creare un Anime Music Video utilizzando solo immagini del manga. Il video del vincitore è stato usato per promuovere l'uscita del sesto volume del manga.
Inizialmente il manga non aveva riscosso il successo sperato all'interno dei sondaggi di popolarità della rivista Shōnen Jump, migliorando dopo i capitoli 11 e 14 che hanno riscosso un notevole successo tra i lettori.
Nel sondaggio Manga Sōsenkyo 2021 indetto da TV Asahi, 150 000 persone hanno votato la loro top 100 delle serie manga e World Trigger si è classificata al 14º posto.